# Kemence-patak (Börzsöny)
A Kemence-patak (szlovákul: Kamenec, Kamenica vagy Kamenický potok) az Ipoly bal oldali mellékvize Magyarországon.  A Börzsöny leghosszabb és legnagyobb vízhozamú állandó vízfolyása.
Neve a szláv „kamenica” szóból ered és „köves medrűt” jelent. Róla kapta nevét Kemence település is.

## Földrajz
A Csóványos keleti oldalába vágódott völgyfőben felfakadó források vízéből születik. Innen keleti, majd északi irányba folyik, majd Királyházánál nyugatra fordul. A patak völgye választja el az Északi-Börzsönyt a Magas-Börzsönytől, utóbbit északról és keletről határolva. Bal oldali mellékvize, a Csarna-patak torkolatától nagyjából észak felé folyik Kemencén, Bernecebarátin és Pereszlényen keresztül, végül az Ipolyba torkollik. Hossza 25,6 km, teljes vízgyűjtő területe 107 km2, átlagos vízhozama 294 l/sec.

### Mellékvizek
A Kemence-patak fontosabb mellékvizei a forrástól a torkolat felé haladva a következők:
- Somos-patak (bal)
- Őz-berek-patak (jobb)
- Málna-patak (bal)
- Mese-patak (jobb)
- Jelesfa-patak v. Jelispán-pataka (bal)
- Rakottyás-patak (bal)
- Bacsina-patak (bal)
- Dosnya-patak (bal)
- Csarna-patak v. Fekete-patak (bal)
- Bernecei-patak vagy Bernece-patak (jobb)
- Tordovács-patak (jobb)[3]

### Élővilág
A patakban számos halfaj fordul elő, többek között a bodorka (Rutilus rutilus), a nyúldomolykó (Leuciscus leuciscus), a domolykó, a fürge cselle (Phoxinus phoxinus), a sujtásos küsz (Alburnoides bipunctatus), a paduc (Chondrostoma nasus), a márna (Barbus barbus), a petényi-márna (Barbus peloponnesius), a fenékjáró küllő (Gobio gobio), a halványfoltú küllő (Romanogobio albipinnatus), a homoki küllő (Romanogobio kesslerii), a vágó csík, a törpecsík (Sabanejewia aurata), a kövicsík, a csuka (Esox lucius), a sebes pisztráng (Salmo trutta) és a naphal (Lepomis gibbosus).

## Közlekedés

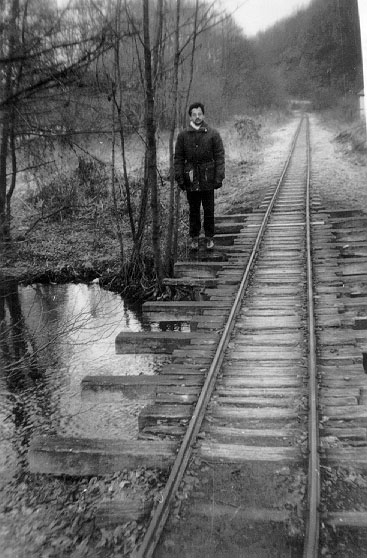
A Kemencei Erdei Múzeumvasút első hídja Godóvár megállóhely fölött, az árvizek előtt

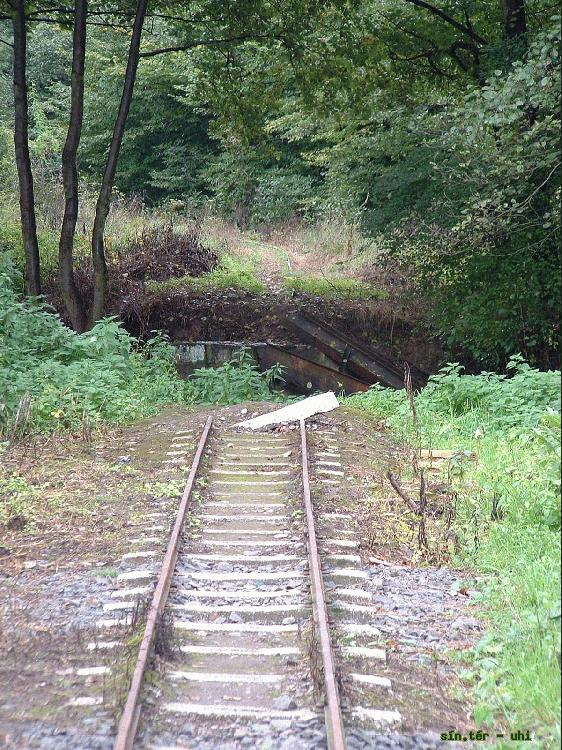
Az árvíz által elmosott első híd romjai (azóta újjáépítették)

A Kemence-patak völgyében haladt egykor (1910 és 1967 között) a mai Kemencei Erdei Múzeumvasút elődjének királyházi fővonala.